# 1287
سنة 1287 كانت سنة بسيطة تبدأ يوم الأربعاء (الرابط يظهر نموذج التقويم الكامل للسنة) من التقويم اليولياني.

## أحداث
- معركة دومانيتش

## مواليد
- ابن نباتة المصري

## وفيات
- أبو عمر بن سعيد
- بوهيموند السابع
- سارو باطو صاووجي بك
- غياث الدين بلبن ألغ خان
- هونيروس الرابع